# Мамуня, Василий Захарович
Василий Захарович Мамуня — советский хозяйственный, государственный и политический деятель, Герой Социалистического Труда.

## Биография
Родился в 1924 году в селе Арсеньевка. Член КПСС .
С 1940 года — на хозяйственной, общественной и политической работе. В 1940—1985 гг. — колхозник, в оккупации, участник Великой Отечественной войны, разведчик 22-й отдельной гвардейской разведывательной роты 25-й гвардейской стрелковой дивизии на 2-м Украинском фронте, счетовод, экономист и бухгалтер в отделе сельского хозяйства Хмелевского района, заместитель председателя Хмелевского райисполкома, председатель колхоза имени Карла Маркса Маловисковского района Кировоградской области Украинской ССР, председатель Хмелевского сельского совета.
Указом Президиума Верховного Совета СССР от 8 апреля 1971 года присвоено звание Героя Социалистического Труда с вручением ордена Ленина и золотой медали «Серп и Молот».
Умер в селе Хмелевое 12 января 2009 года на 85-м году жизни.